# Salvatore (Lana Del Rey)
Salvatore è una canzone della cantautrice americana Lana Del Rey inserita nel suo quarto album in studio Honeymoon (2015), scritta dalla stessa e da Rick Nowels. La canzone fu presentata la prima volta durante il programma radio di Huw Stephens per BBC Radio 1 il 16 settembre 2015. La canzone è stata definita «una serenata all'italiana».

## Antefatti e pubblicazione
Salvatore fu incisa presso Electric Lady Studios a New York City, missata alla Green Building a Santa Monica, in California, e masterizzata al Gateway Mastering a Portland, nel Maine.
Riguardo al brano, Del Rey disse a Huw Stephens alla BBC Radio 1: «Probabilmente è la traccia che più si differenzia dalle altre nell'album. Ha un qualcosa di italiano vecchio stile. È una canzone un po' strana ma amo il ritornello. È cinematografica».
Il 16 settembre 2015, la canzone fu presentata in diretta su BBC Radio 1 da Parigi. L'audio ufficiale della canzone avrebbe dovuto essere pubblicato nel canale Vevo di Lana Del Rey lo stesso giorno, ma ciò non avvenne. Salvatore fu alla fine reso disponibile solo con la pubblicazione dell'intero album Honeymoon il 18 settembre 2016.

## Accoglienza
La traccia ha ricevuto una recensione positiva da parte di Radio.com, che ha apprezzato la performance vocale di Lana Del Rey e ha detto che «Salvatore ha uno stile travolgente, quasi stordente. È una traccia più lenta rispetto a molte altre che finora ha già pubblicato dall'album, ma va bene con il passo di marcia dark, quasi macabro, che l'album complessivamente ha preso verso una fine fatale».
La cantante britannica Adele ha elogiato il brano Salvatore in una rivista per il periodico Vogue, commentando: «Il ritornello di questa canzone mi fa sentire come se stessi volando…».

## Formazione
- Lana Del Rey – voce, composizione, produzione;
- Rick Nowels – composizione, produzione, pad, mellotron, archi, chitarra acustica, chitarra elettrica, pianoforte, basso, percussioni;
- Kieron Menzies – produzione, ingegneria, registrazione, missaggio, percussioni;
- Patrick Warren – strumentazione;
- Trevor Yasuda – ingegneria, registrazioni aggiuntive;
- Chris Garcia – ingegneria, registrazioni aggiuntive;
- Adam Ayan – mastering;
- Phil Joly – assistente;
- Iris Sofia – assistente;
- Brian Griffin – batteria, percussioni.